# Kempen
Kempen (pronunciación alemana: /[ˈkɛm.pn̩/ⓘ) es una ciudad situada en el distrito de Viersen, en Renania del Norte-Westfalia, Alemania. Se ubica a 30 km aproximadamente al noroeste de Düsseldorf, y a 20 km al este de Venlo. Cuenta con una población de 34.837 habitantes (a fecha de 31 de diciembre de 2015).

## Personas destacadas
Kempen es el lugar de nacimiento de Tomás de Kempis.
Tomás nació en 1379 o 1380 en Kempen. Su lugar de nacimiento fue el Kirchplatz (el barrio de la iglesia), en donde se encuentra hoy día la casa "St. Marien 11". 
Tomás fue el segundo hijo del artesano Johann Hemerken y su mujer Gertrud Kuyt, quien lo más probable es que fuera profesora.
En Kempen, Tomás acudió a la Escuela Latina hasta la edad de 12 años. Posteriormente, dejó Kempen para acudir a la escuela municipal de Deventer, que tenía muy buena reputación y probablemente de las más famosas de la zona del Bajo Rin. La escuela funcionaba como una institución para la preparación de estudios universitarios, donde se enseñaba principalmente gramática, lógica, ética y filosofía.
En 1836 se fundó la Sociedad Thomas, con el objetivo de alimentar la memoria de uno de los más ilustres hijos de la ciudad. En el siglo XX se han fundado otras organizaciones: en 1979, el matrimonio Heinrich y Christine Kiefer crearon la Fundación Thomas, y en 1987, la parroquia de Provost, la ciudad de Kempen y la Sociedad Thomas se unieron para fundar el Archivo Thomas, que se encuentra en el Fórum Cultural del Monasterio Franciscano.
- John Brugman (?–1473),  fraile franciscano y pastor en Flandes
- Wilhelm Hünermann (1900–1975), escritor y sacerdote alemán
- Isabel Varell (nacida en 1961), actriz y cantante alemana
- Bernhard van Treeck (nacido en 1964), psiquiatra y autor alemán
- Tobias Koch (nacido en 1968), pianista alemán
- Christoph Baumann (nacido en 1954), actor germano-ecuatoriano

## Historia
- 1186 Primera mención en la documentación official de Kempen como lugar – hasta 1794 bajo soberanía del Arzobispado de Colonia (príncipe elector)
- por 1290 Kempen es reconstruida como ciudad fortificada
- 03.11.1294 Primera confirmación en la documentación oficial de Kempen como ciudad
- siglo XV La ciudad crece económica y culturalmente de manera notable (población de aprox. 4.200)
- 1542/43 Kempen es el centro de la Reforma protestante en el Bajo Rin
- 1579 Una plaga se cobra en la ciudad casi la mitad de sus habitantes
- 1642 Kempen es conquistada y destruida por los aliados franceses y de Hesse-Kassel en enero durante la "guerra de Hesse" (guerra de los Treinta Años)
- 1794-1814 Kempen se encuentra bajo mandato francés. Dentro del Departamento del Roer, establecido en 1797, Kempen se convierte en un cantón en 1798 y en ciudad francesa en 1801
- 1815 Después del Congreso de Viena, Kempen forma parte de Prusia y sede de condado
- 1929 Tras reformas locales, Kempen se convierte en sede administrative del municipio Kempen-Krefeld
- 1966 Comienza la restauración del casco histórico
- 1970 Reestructuración comunal: las comunidades de Hüls, St. Hubert, Tönisberg y Schmalbroich se unen a Kempen, así como las localidades de St. Peter y Unterweiden, para formar un único municipio
- 1975 Tras sucesivas reformas locales, Hüls se asigna como ciudad de Krefeld. Se forma el municipio de Viersen y Kempen pasa a formar parte del "Kreis Viersen"
- 1984 La capitalidad del municipio se transfiere de Kempen a Viersen
- 1987 Se inaugura el fórum cultural en el monasterio Franciscano tras llevar a cabo profundos trabajos de restauración y renovación en el mismo
- 03.11.1994 Aniversario de los 700 años de la confirmación de Kempen como ciudad

## Ciudades hermanadas
- Wambrechies, Francia, desde 1972
- Orsay, Francia, desde 1973
- East Cambridgeshire, Inglaterra, desde 1978
- Werdau, Alemania, desde 1990

## Galería fotográfica

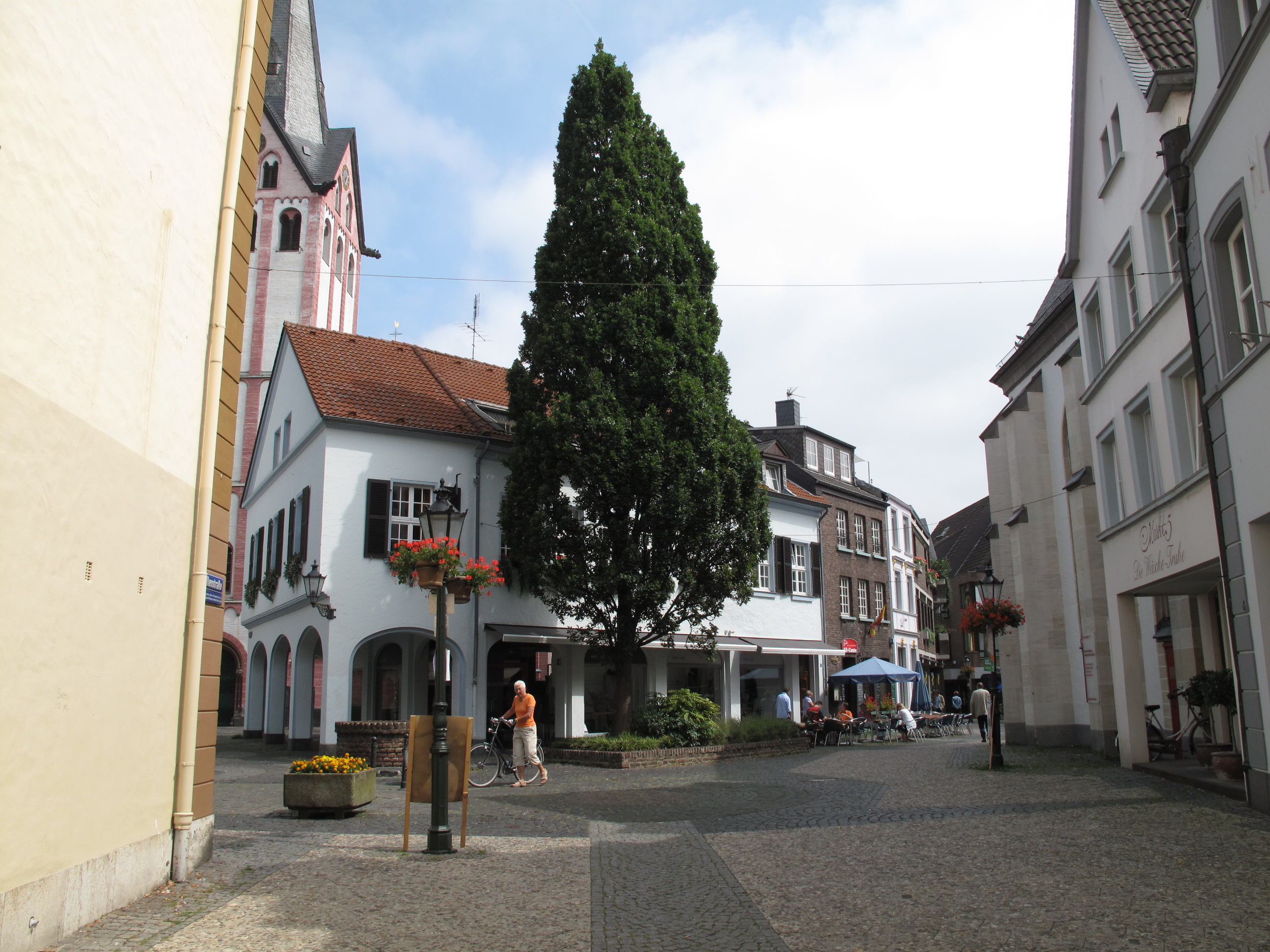
Kempen, vista de una de sus calles
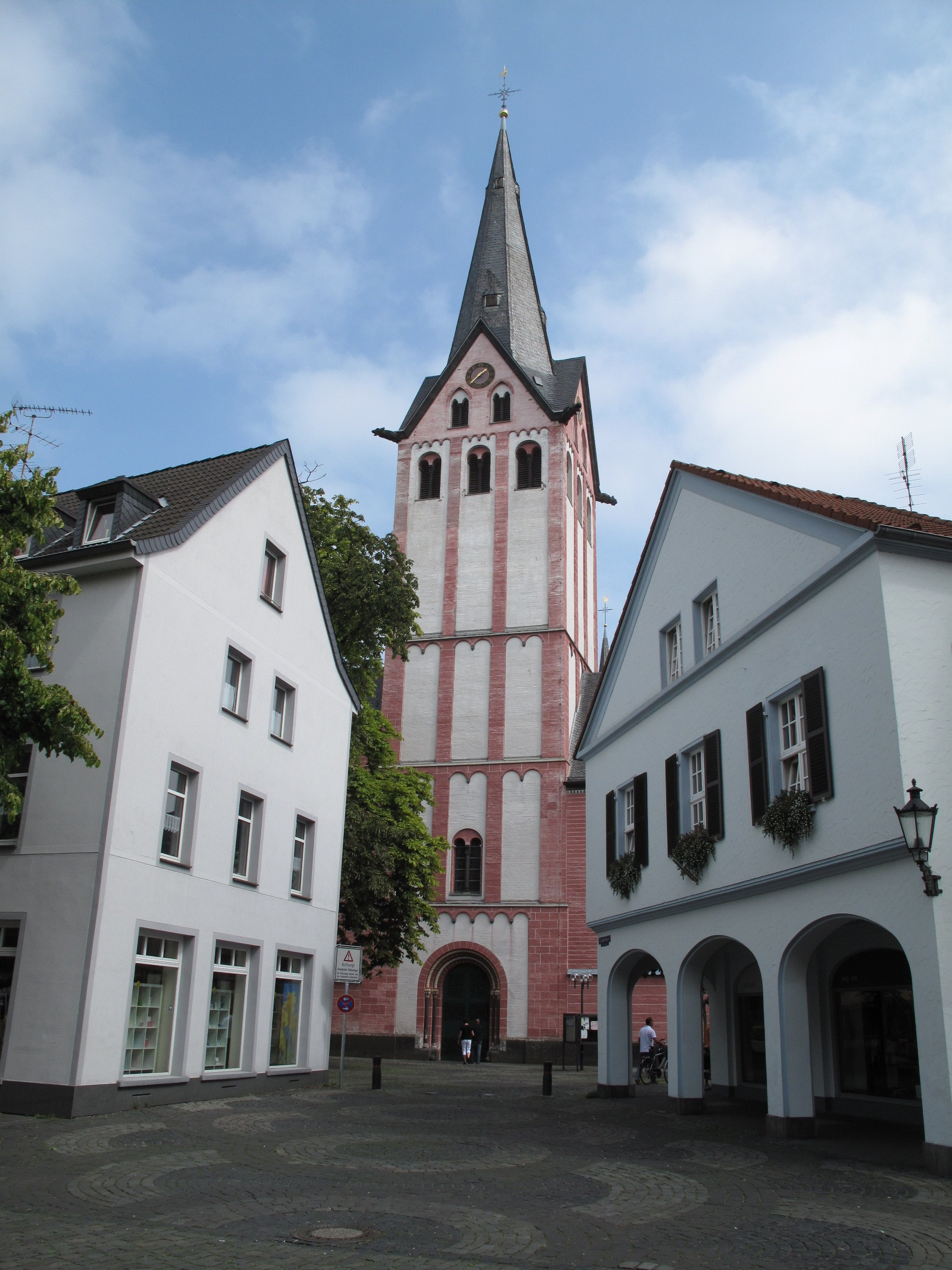
Kempen, iglesia
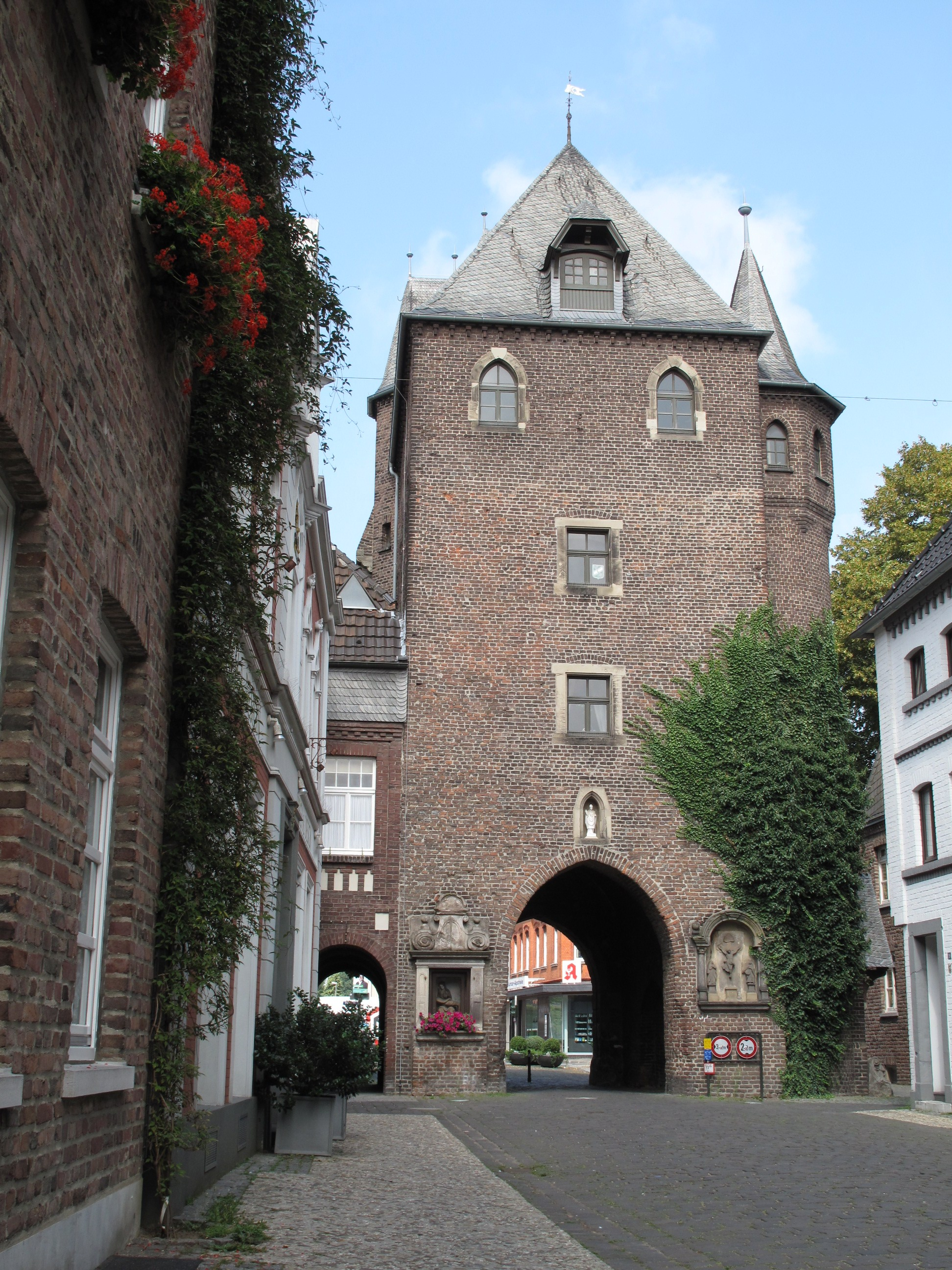
Kempen, puerta de la ciudad: das Kuhtor
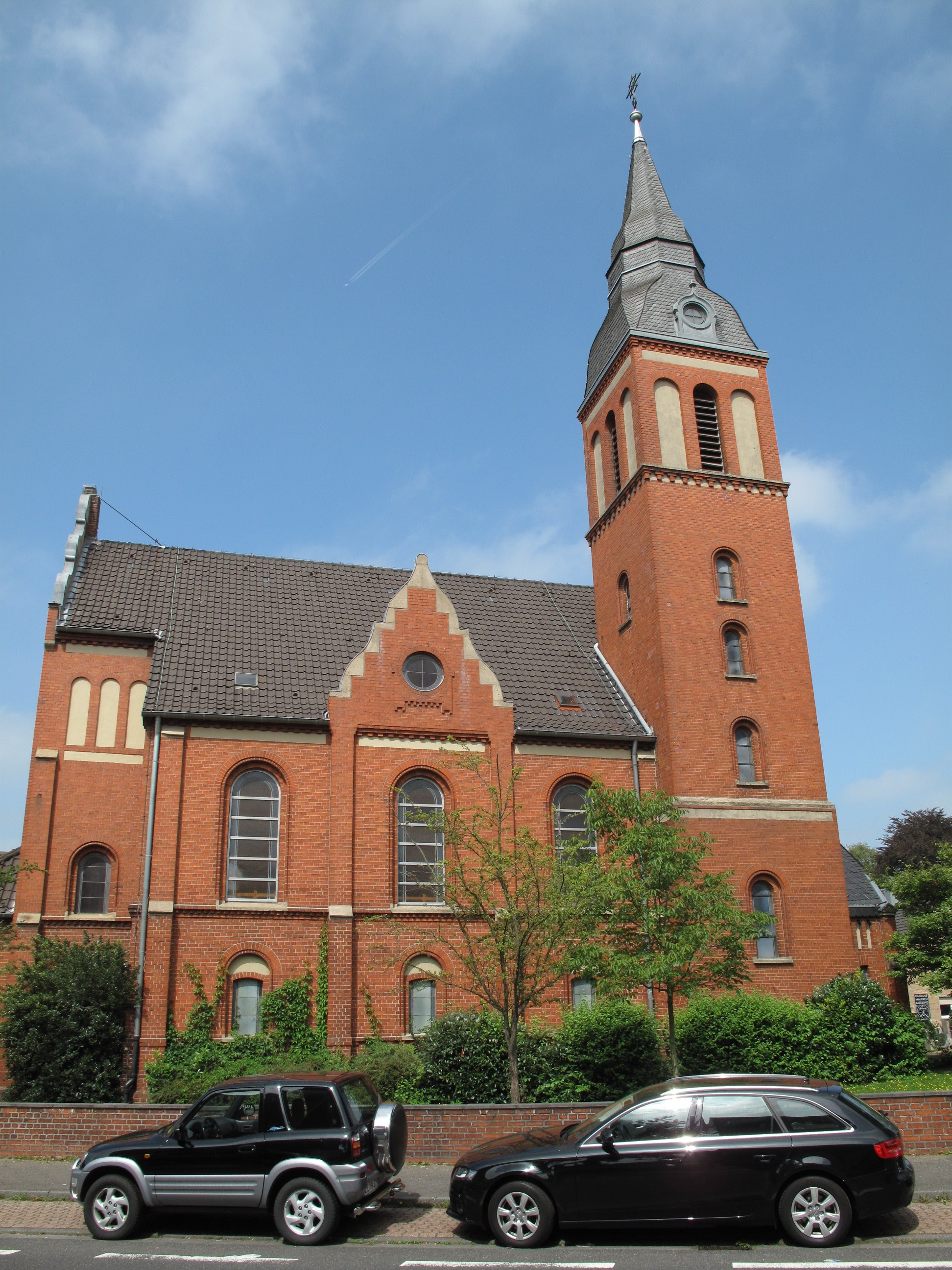
Kempen, iglesia luterana (Iglesia de Thomas)
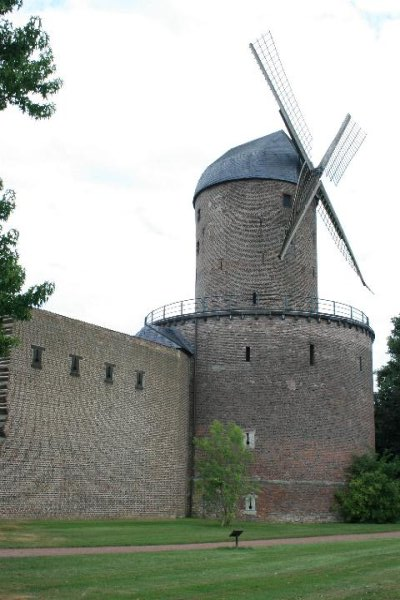
Kempen, molino Hessenmühle
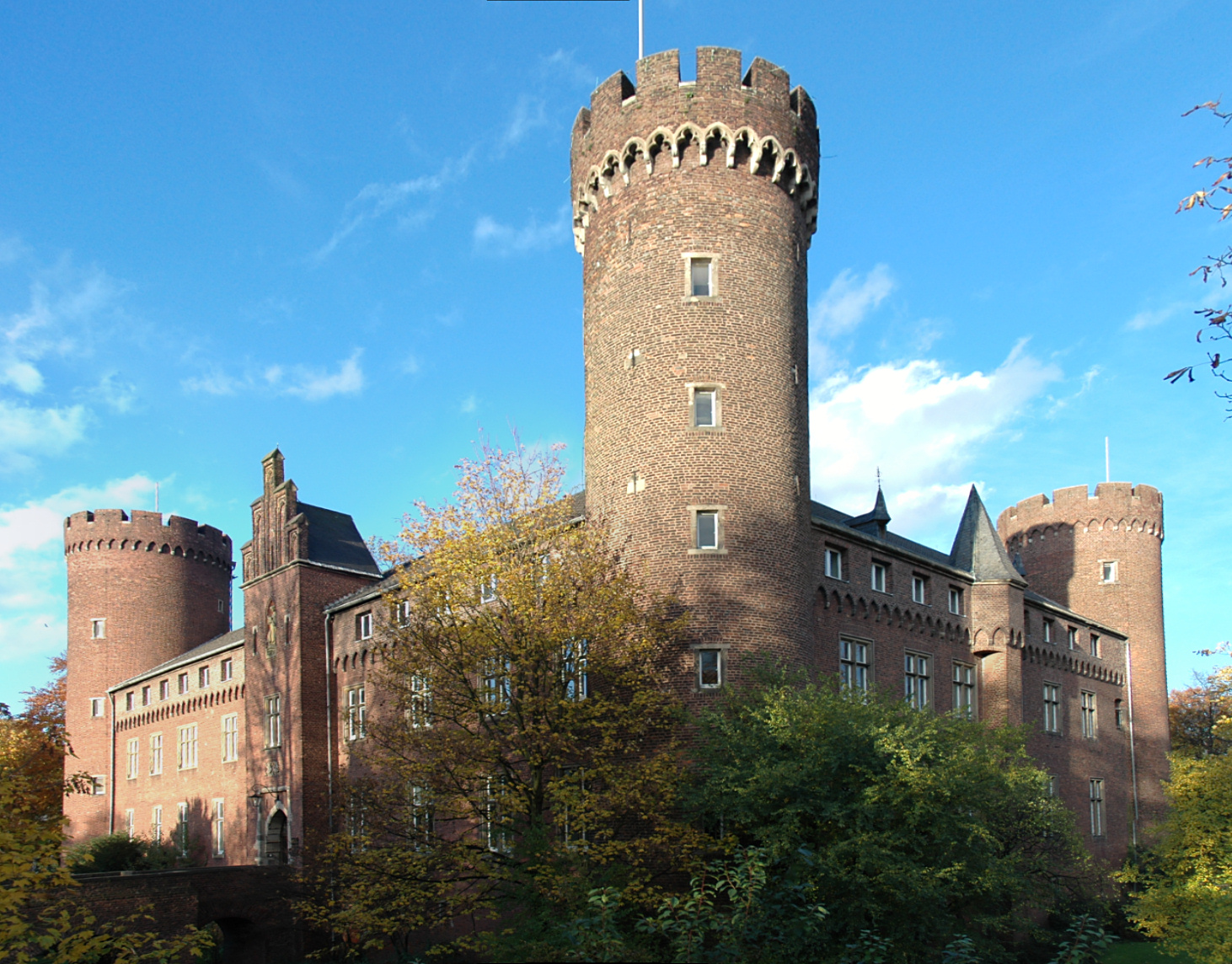
Kempen, castillo